# جيسي ويليام كورتيس جونيور
جيسي ويليام كورتيس جونيور (بالإنجليزية: Jesse William Curtis Jr.)‏ هو قاضي ومحامي أمريكي، ولد في 26 ديسمبر 1905 في سان بيرناردينو في الولايات المتحدة، وتوفي في 5 أغسطس 2008.